# 金城郡 (朝鲜半岛)
金城郡是朝鲜半岛上的一个郡，于1914年被废止，现分属于朝鲜江原道的金化郡、昌道郡和韩国的江原道鐵原郡。朝鲜战争中的金城戰役在此地附近发生。古代曾先后称也次忽、母城郡及益城郡。

## 地理与交通
日治时期修筑的金刚山线自此通过，金星川及北漢江在此流过，此地所有河流最终都汇入北汉江。